# Bairakli-Moschee (Samokow)

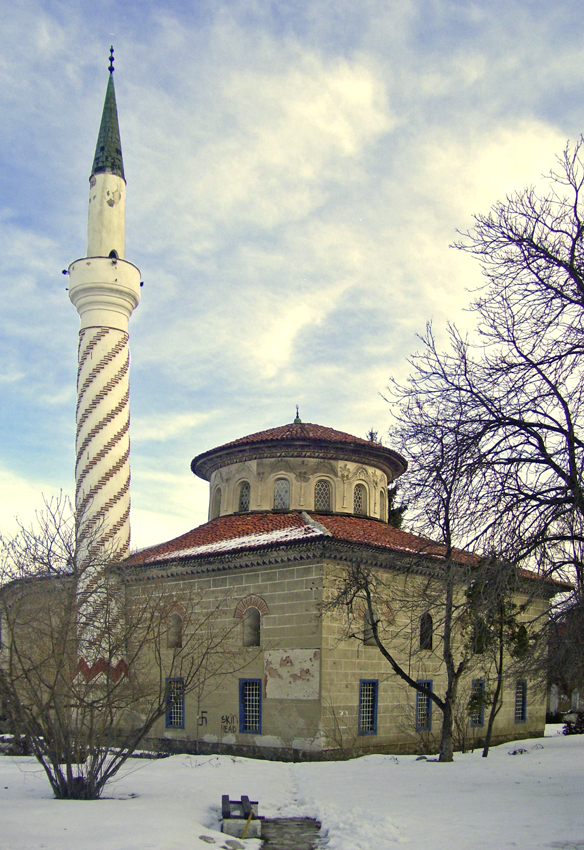
Ansicht der Moschee

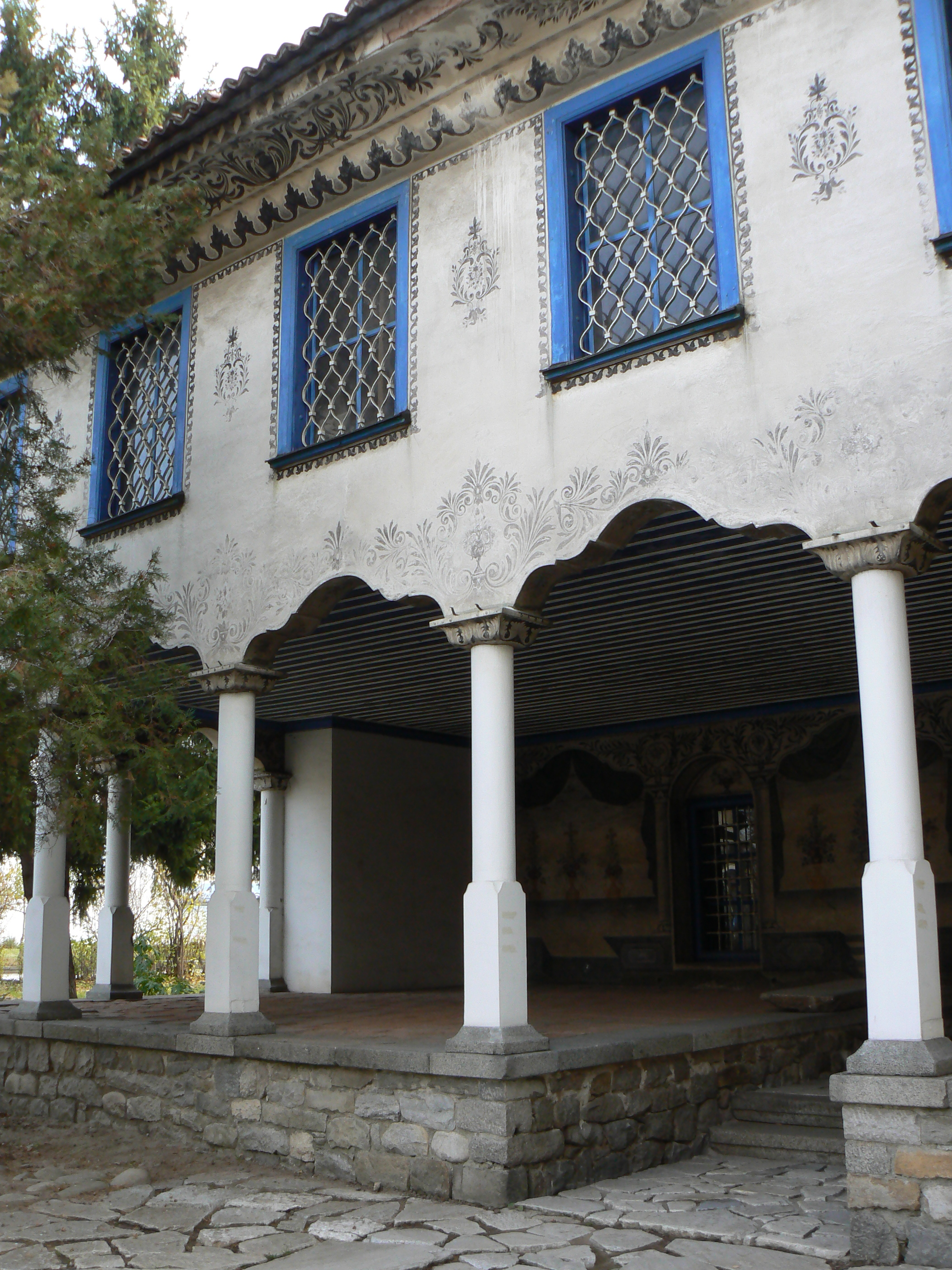
Fassade der Moschee

Die Bairakli-Moschee (auch Bayraklı-Moschee, bulgarisch Байракли джамия/Bajrakli dschamija) ist eine Moschee in Samokow in Bulgarien. Die Moschee wird in der Liste der bulgarischen Kulturdenkmäler von nationaler Bedeutung geführt.

## Geschichte
Die Moschee wurde im 16. Jahrhundert ursprünglich als rechteckiger, flachgedeckter Hallenbau errichtet. Sie wurde in den 1830er-Jahren durch Meister der Samokow-Schule umfassend umgestaltet. In den 1950er- und 1960er-Jahren wurde sie von dem Architekten Nikola Muchanow und dem Kunstmaler Georgi Belstoïnew umfassend restauriert und als Museum eingerichtet.

## Anlage
Es handelt sich um eine reine Holzkonstruktion. Für die Wölbungen wurden die natürlichen Krümmungen der Holzbalken nutzbar gemacht. Beim Umbau wurde die Moschee als quadratischer Zentralbau mit einer Pendentifkuppel auf vier freistehenden Säulen umgestaltet. Der große Gebetssaal ist 14 × 14,5 m groß. Das Minarett ist mit einer spiralförmigen Verzierung aus Backsteinen versehen.

## Ausstattung
Den ornamentalen Freskenschmuck schufen die Maler Iwan Obrasopisow, Kosta Waljow und Christo Jowewitsch aus Samokow.